# Hans Jordan (General, 1892)
Hans Jordan (* 27. Dezember 1892 in Scheuern bei Rastatt; † 20. April 1975 in München) war ein deutscher General der Infanterie im Zweiten Weltkrieg. An der Ostfront kommandierte er 1944 kurzzeitig die 9. Armee bis zu deren Niederlage in der sowjetischen Sommeroffensive.

## Leben
Jordan trat 1912 nach dem Besuch des Kadettenkorps als Fähnrich in das Anhaltische Infanterie-Regiment Nr. 93 der Preußischen Armee in Dessau ein. Von Juli 1912 bis März 1913 wurde er zur weiteren Ausbildung an die Kriegsschule Hannover kommandiert und am 16. Juni 1913 zum Leutnant befördert.
Mit Ausbruch des Ersten Weltkrieges kam er mit seinem Regiment an die Westfront. Dabei wurde er 1914 und 1916 verwundet und erhielt unter anderem das Eiserne Kreuz II. und I. Klasse. Bei Kriegsende war Jordan als Oberleutnant Ordonnanzoffizier beim Stab der 80. Reserve-Division.
Nach Kriegsende wurde er nach einer gewissen Zeit beim Grenzschutz Ost und im Freikorps in die Vorläufige Reichswehr übernommen. Bei diesem Übergangsheer gehörte er ab Frühjahr 1920 zur Nachrichten-Abteilung 4 der Reichswehr-Brigade 4. Ab 1921 war Jordan Stabsoffizier der 6. Division. Von 1922 bis 1937 war er in verschiedenen Einheiten als MG-Offizier und Bataillonskommandeur tätig. Am 12. Oktober 1937 wurde Jordan zum Kommandeur der Lehrgruppe C an der Kriegsschule in München ernannt. Von 1938 an unterrichtete er in der Kriegsschule Wiener Neustadt.

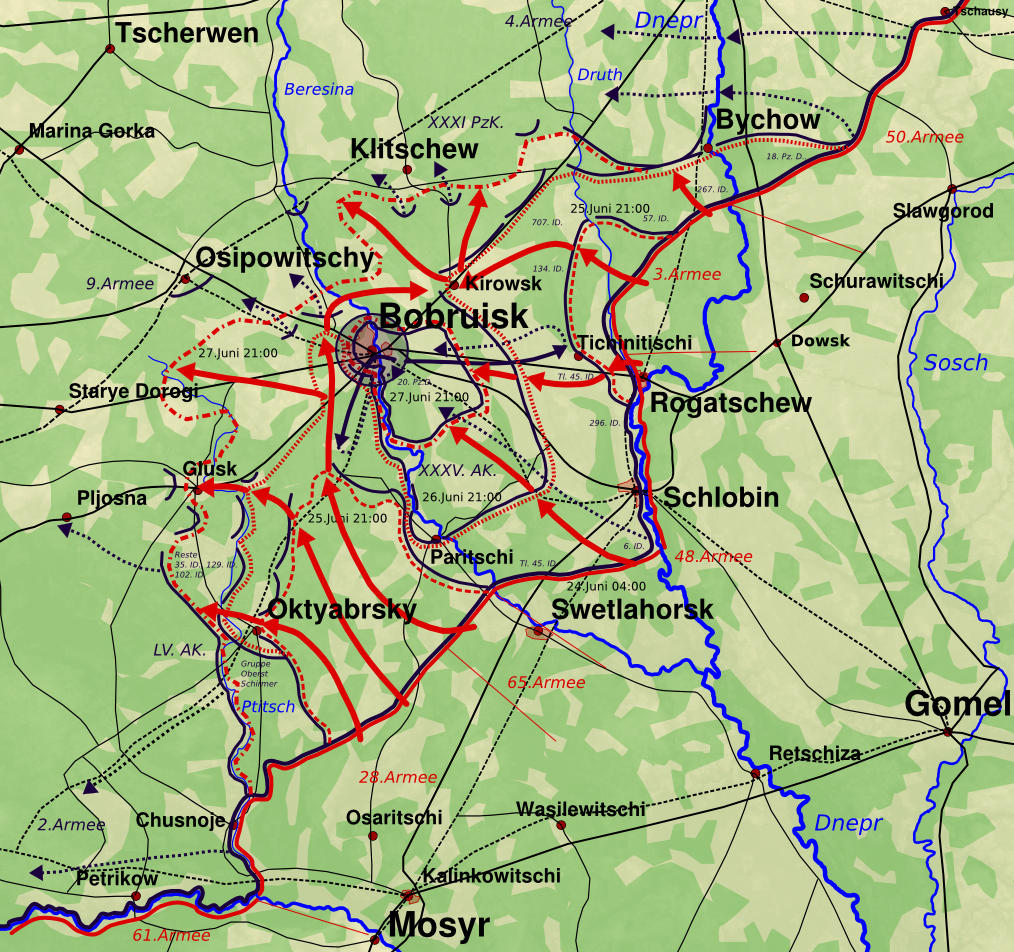
Karte der Anfangsphase der Kesselschlacht von Bobruisk vom 24. Juni 1944 bis zum 27. Juni 1944. General Jordan versuchte die sowjetischen Angriffe durch die Aufteilung der als Reserve vorhandenen 20. Panzer-Division zu stoppen. Als das scheiterte, wurde die zum „festen Platz“ erklärte Stadt Bobruisk am 27. Juni eingeschlossen.

Im Zweiten Weltkrieg befehligte er zunächst als Oberst das Infanterie-Regiment 49 im Westfeldzug und erhielt dafür am 5. Juni 1940 das Ritterkreuz des Eisernen Kreuzes. Ab Juni 1941 nahm er mit dem der Heeresgruppe Mitte unterstellten Infanterie-Regiment 49 am Krieg gegen die Sowjetunion teil. Im Oktober 1941 erhielt Jordan die Beförderung zum Generalmajor und das Kommando über die 7. Infanterie-Division. 1942 folgte die Beförderung zum Generalleutnant und als General der Infanterie der Befehl über das VI. Armeekorps. Aufgrund des Vormarsches seines Korps während des Unternehmens Taifun auf Moskau erhielt Jordan am 16. Januar 1942 das Ritterkreuz mit Eichenlaub (59. Verleihung). In den Jahren 1942 und 1943 führte er das Kommando über sein Armeekorps in der Schlacht von Rschew und der Verteidigung von Witebsk.
Am 20. April 1944 erhielt Jordan das Ritterkreuz des Eisernen Kreuzes mit Eichenlaub und Schwertern (64. Verleihung). Anschließend übertrug das Oberkommando des Heeres ihm am 20. Mai 1944 das Kommando über die 9. Armee. Am 22. Juni 1944 begann die sowjetische Offensive Operation Bagration, in deren Anfangsphase der nördliche Flügel der 1. Weißrussischen Front unter General Rokossowski die Abwehrstellungen von Jordans 9. Armee südlich und nördlich von Bobruisk angriff. Jordan gelang es aufgrund der zahlenmäßigen Überlegenheit der sowjetischen Truppen nicht, die Angriffsspitzen aufzuhalten. Dadurch wurde die zum „festen Platz“ erklärte Stadt Bobruisk am Nachmittag des 27. Juni 1944 eingeschlossen.
Hitler entließ Jordan am 26. Juni 1944 als Befehlshaber der 9. Armee und ernannte den General der Panzertruppe Nikolaus von Vormann zu seinem Nachfolger. Jordan, der in der Folgezeit in die Führerreserve versetzt wurde, erhielt erst 1945 an der Italienfront erneut eine Stabsfunktion in der Heeresgruppe C, Armeegruppe Tirol. Dort geriet er in alliierte Kriegsgefangenschaft, aus der er 1947 entlassen wurde.

## Aufzeichnungen einer Hitlerrede
Hans Jordan hinterließ mit handschriftlichen Aufzeichnungen bedeutende Primärquellen zur Zeit des Nationalsozialismus.
Am 10. Februar 1939 hielt Adolf Hitler vor Offizieren der Wehrmacht eine Rede, die u. a. historische, politische und geopolitische Argumente für eine „Vergrößerung des [deutschen] Lebensraums“, den Weltanschauungskrieg und einen Appell an die (weltanschauliche) Geschlossenheit des Offizierskorps zum Gegenstand hatte und die von Jordan handschriftlich aufgezeichnet wurde. Durch die persönliche Bekanntschaft des Verwaltungsleiters des Instituts für Zeitgeschichte Heinz Förster mit Jordan gelangten die Notizen in den Bestand des Instituts.